# Konklave 1958
Das Konklave 1958 nach dem Tod von Papst Pius XII. am 9. Oktober 1958 begann am 25. Oktober 1958. Am 28. Oktober 1958, im 11. Wahlgang, wurde der Patriarch von Venedig Angelo Giuseppe Roncalli zum neuen Papst gewählt. Er nahm den Namen Johannes XXIII. an.

Wappen des Heiligen Stuhls zur Sedisvakanz (Camerlengo Benedetto Aloisi Kardinal Masella)
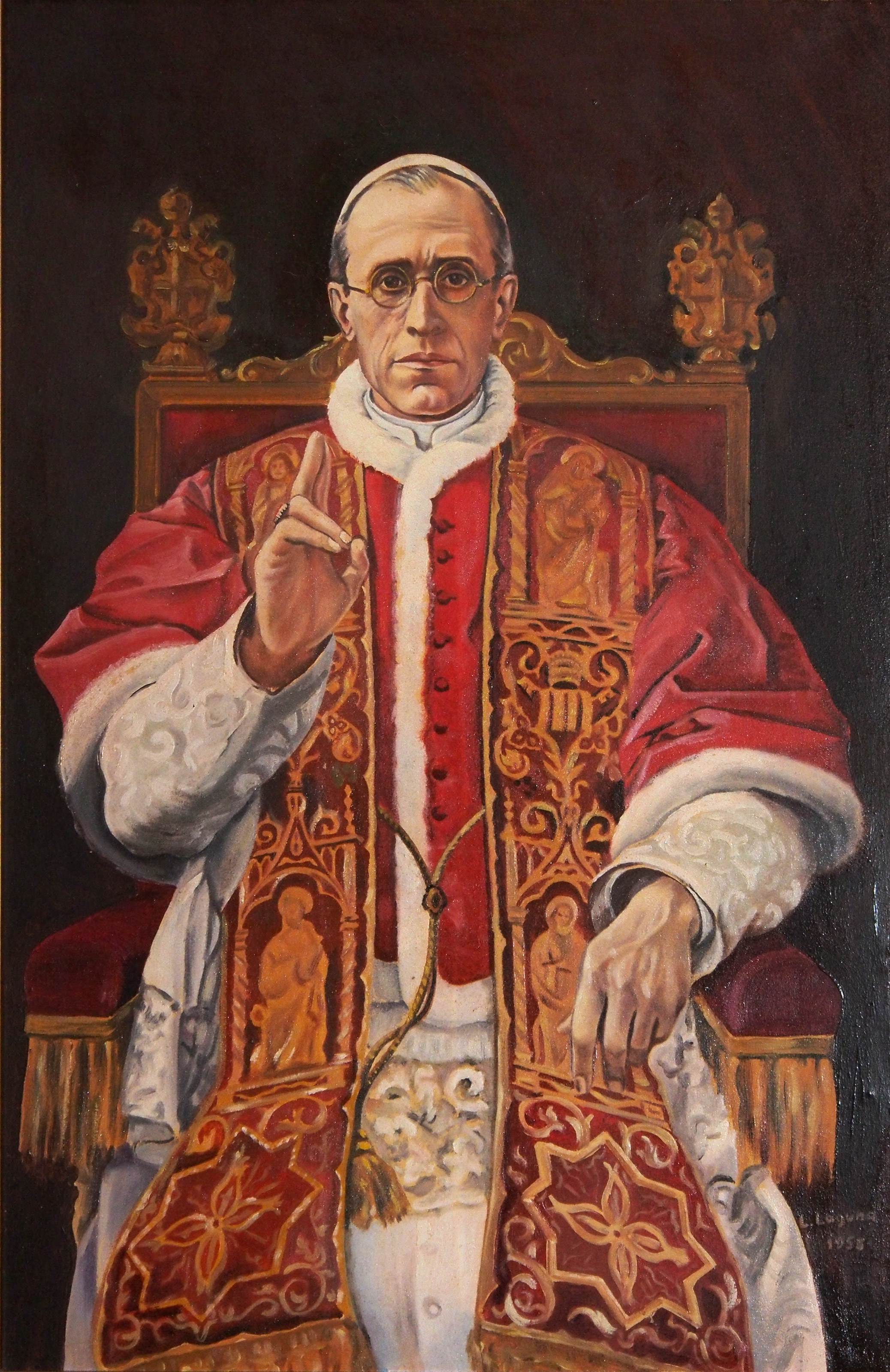
Pius XII. †
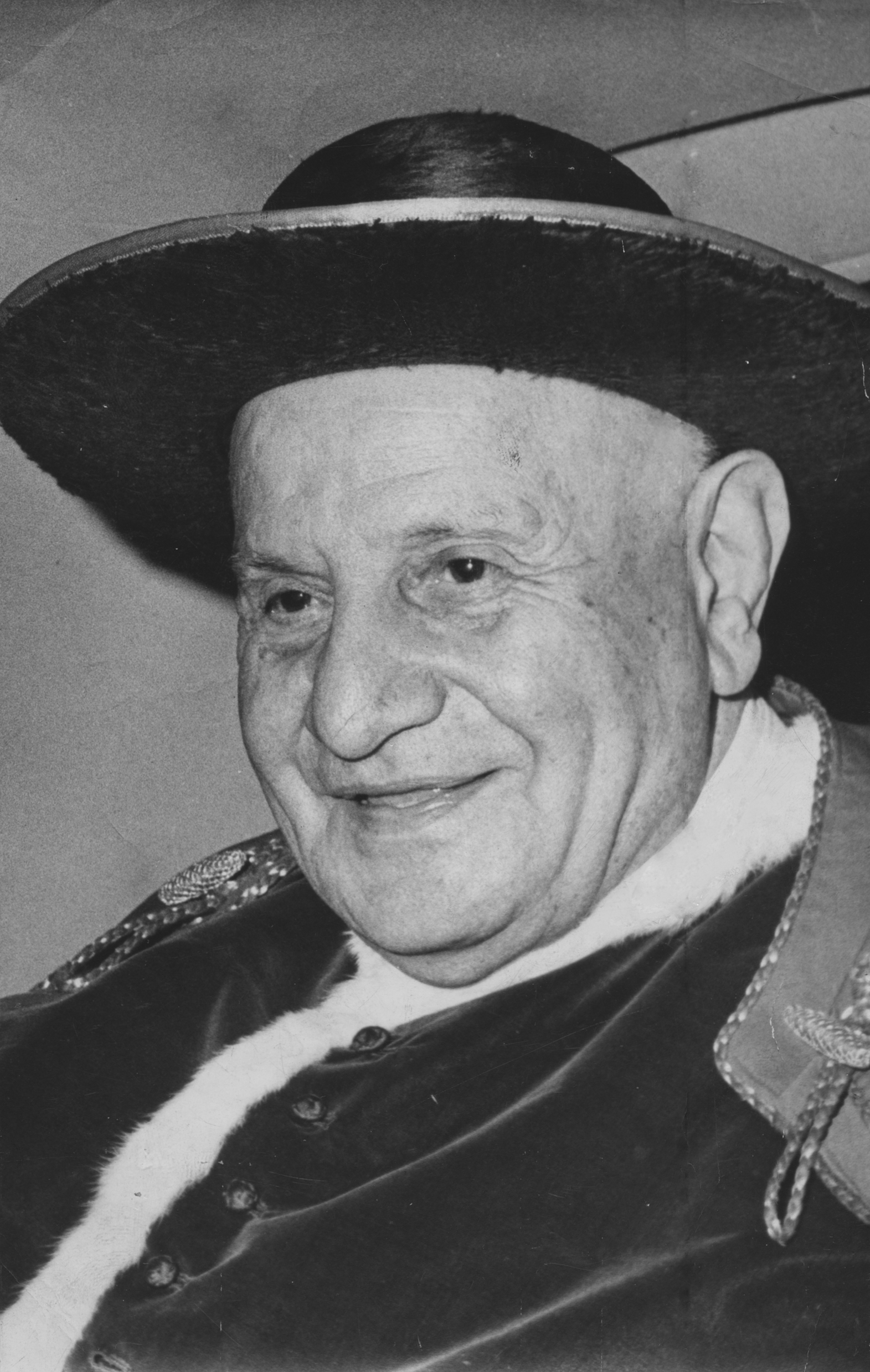
Johannes XXIII.

## Verlauf
Für das Konklave stellte sich zunächst ein organisatorisches Problem. Nach dem Tod von Lorenzo Lauri im Jahr 1941 hatte Pius XII. keinen neuen Camerlengo ernannt, so dass dieses Amt zunächst besetzt werden musste. Die Kardinäle beriefen Benedetto Aloisi Masella in dieses Amt. Ansonsten gab es vor dem Beginn des Konklaves keinen klaren Favoriten. Ebenso wenig war die Richtung klar, welche die Kirche in den nächsten Jahren nehmen sollte. Im Vorfeld war gemutmaßt worden, Giovanni Baptista Montini, zusammen mit Domenico Tardini einer der Sekretäre im Staatssekretariat (die Position des Kardinalstaatssekretärs war nach dem Tode von Kardinal Luigi Maglione im Jahr 1944 nicht mehr neu besetzt worden), werde von Pius XII. protegiert; doch wurde Montini zum Erzbischof von Mailand ernannt, ohne zum Kardinal kreiert worden zu sein. Andere sahen in dem Erzbischof von Genua Kardinal Giuseppe Siri einen Kandidaten, doch war dieser eigentlich zu jung für die Nachfolge. Kardinal Alfredo Ottaviani schließlich hatte sich in seiner Tätigkeit im Heiligen Offizium, der späteren Kongregation für die Glaubenslehre zu viele Feinde gemacht, als dass seine Kandidatur Erfolg versprochen hätte.
Im ersten Wahlgang erreichten der Patriarch von Venedig, Angelo Roncalli und der armenische Patriarch Krikor Bedros XV. Agagianian wohl beide etwa zwanzig Stimmen, während der Rest sich auf verschiedene Kandidaten, darunter den Kardinaldekan Tisserant, den Erzbischof von Bologna, Kardinal Giacomo Lercaro und den vormaligen Nuntius in Frankreich, Kardinal Valerio Valeri verteilte. Außerdem gingen einige Stimmen an den Erzbischof von Mailand, obwohl Montini nicht Kardinal war. Nach den vier Wahlgängen des ersten Tages schien die Kandidatur Agagnianians in Stocken zu geraten, wobei es heißt, dass er sich, zweifelnd, ob er als Repräsentant eines östlichen Ritus Oberhaupt der lateinischen Kirche werden sollte, nicht mit letzter Intensität um das Amt bemüht habe. Dennoch behielt Agagnianian bis zum Ende des Konklaves die Unterstützung von etwa 18 Wählern.
Lag demnach Roncalli am ersten Tag des Konklaves in Führung, formierte sich Widerstand in einer kurialen Gruppe, die in ihm keinen würdigen Nachfolger der beeindruckenden Persönlichkeit Pius XII. sah. Da Giuseppe Siri eher zu jung und Kardinal Dalla Costa eigentlich zu alt war, kam es zeitweilig zu einer Unterstützung von Kardinal Benedetto Aloisi Masella. Letztlich konnte er sich jedoch nicht durchsetzen. Hinweisen zufolge soll sein eitles Auftreten als Camerlengo – Masella soll das ihm in dieser Würde zustehende Szepter über Gebühr überall hin mitgenommen und beim Essen an einen eigenen Stuhl gelehnt haben – ihn einige Stimmen gekostet haben.
Roncalli hat wohl geahnt, dass es auf ihn hinauslaufen würde. Am Abend vor dem entscheidenden letzten Tag des Konklaves ließ er sich das offizielle Jahrbuch des Heiligen Stuhls bringen. Später wurden in dem Band Notizen Roncallis über einige Päpste, die den Namen Johannes angenommen hatten, gefunden.
Im elften Wahlgang am Nachmittag des 28. Oktober entfielen auf Roncalli 38 Stimmen. Er akzeptierte die Wahl zum Papst und erklärte, den Namen Johannes annehmen zu wollen. Dies sei der Name seines Vaters, der Name der Kirche, in der er getauft worden sei und im Übrigen hätten alle Päpste dieses Namens ein kurzes Pontifikat gehabt.

## Teilnehmende Kardinäle
Von 54 wahlberechtigten Kardinälen nahmen 51 an dem Konklave teil, darunter aus den deutschsprachigen Ländern die Erzbischöfe von Köln und München. József Mindszenty (Erzbistum Esztergom-Budapest) und Aloysius Stepinac (Erzbistum Zagreb) fehlten aus politischen Gründen. Edward Aloysius Mooney (Erzbistum Detroit) starb drei Stunden vor Beginn des Konklaves an einem Herzinfarkt.
- Sowjetunion: Grégoire-Pierre Agagianian
- Spanien: Benjamín de Arriba y Castro
- Brasilien: Jaime de Barros Câmara
- Kuba: Manuel Arteaga
- Italien: Pietro Fumasoni Biondi
- Argentinien: Antonio Caggiano
- Italien: Nicola Canali
- Italien: Gaetano Cicognani
- Italien: Pietro Ciriaci
- Portugal: Manuel Gonçalves Cerejeira
- Argentinien: Santiago Luis Copello
- Italien: Elia Dalla Costa
- Irland: John D’Alton
- Spanien: Enrique Pla y Deniel
- Frankreich: Maurice Feltin
- Italien: Maurilio Fossati
- BR Deutschland: Josef Frings
- Frankreich: Pierre-Marie Gerlier
- Australien: Norman Thomas Gilroy
- Indien: Valerian Gracias
- Frankreich: Georges Grente
- Mosambik: Teodósio Clemente de Gouveia
- Kanada: Paul-Émile Léger
- Italien: Giacomo Lercaro
- Frankreich: Achille Liénart
- Italien: Benedetto Aloisi Masella
- Kanada: James Charles McGuigan
- Vereinigte Staaten: James Francis McIntyre
- Italien: Clemente Micara
- Italien: Marcello Mimmi
- Italien: Alfredo Ottaviani
- Spanien: Fernando Quiroga y Palacios
- Italien: Giuseppe Pizzardo
- Chile: José María Caro Rodríguez
- Belgien: Jozef-Ernest Van Roey
- Italien: Angelo Giuseppe Roncalli, gewählt zu Papst Johannes XXIII.
- Frankreich: Clément-Émile Roques
- Italien: Ernesto Ruffini
- Kolumbien: Crisanto Luque Sánchez
- Brasilien: Augusto Álvaro da Silva
- Italien: Giuseppe Siri
- Vereinigte Staaten: Francis Spellman
- Syrien: Ignatius Gabriel I. Tappouni
- Italien: Federico Tedeschini
- Volksrepublik China: Thomas Tien Ken-sin
- Frankreich: Eugène Tisserant
- Ecuador: Carlos María de la Torre
- Italien: Valerio Valeri
- Brasilien: Carlos Carmelo de Vasconcelos Motta
- BR Deutschland: Joseph Wendel
- Polen: Stefan Wyszyński